# Maxime Laoun
Maxime Laoun (Montréal, 12 augustus 1996) is een Canadees shorttracker en olympisch kampioen in die discipline. 
Laoun nam deel aan de Olympische Winterspelen van 2022, hij kwam in actie in de series van de relay. Zijn ploeggenoten wonnen de finale, daardoor ontving Laoun ook een gouden medaille. Later dat jaar tijdens de wereldkampioenschappen won Laoun in zijn geboorteplaats de bronzen medaille op de relay.
Laoun heeft in de wereldbeker vier keer de relay gewonnen en in het seizoen 2022-2023 won hij een wereldbekerwedstrijd over 500m in het Amerikaanse Salt Lake City.

## Resultaten

### Olympische Winterspelen
| Jaar | Plaats | Resultaten     |
| ---- | ------ | -------------- |
| 2022 | Peking | relay 28e 500m |

### Wereldkampioenschappen
| Jaar | Plaats    | Resultaten                                        |
| ---- | --------- | ------------------------------------------------- |
| 2021 | Dordrecht | 11e allround 19e 500m 16e 1000m 6e 1500m 5e relay |
| 2022 | Montréal  | relay                                             |